# Большой десантный корабль
Большие десантные корабли (БДК) — класс десантных кораблей в советском ВМФ, в целом, примерно соответствовавший танкодесантным кораблям (LST) стран Запада.
Это корабли, предназначенные для высадки морского десанта и переброски морем на большие расстояния войск и грузов. Способны доставлять (перевозить, транспортировать) различные виды бронетехники, включая танки.
Главным отличием таких кораблей от их аналогов УДК, является наличие носовой аппарели, что позволяет высадить десант на берег в короткие сроки, и, в силу меньших размеров, меньшие вертолётные возможности. БДК обычно оснащаются такими средствами самозащиты как ЗРК и артиллерийские орудия, а также средствами огневой поддержки десанта.

## СССР
- Большие десантные корабли проекта 1171 («Тапир») - построено 14, в строю 3
- Большие десантные корабли проекта 1174 («Носорог») - построено 3, в резерве 1
- Большие десантные корабли проекта 775 - построено 28, в строю 9

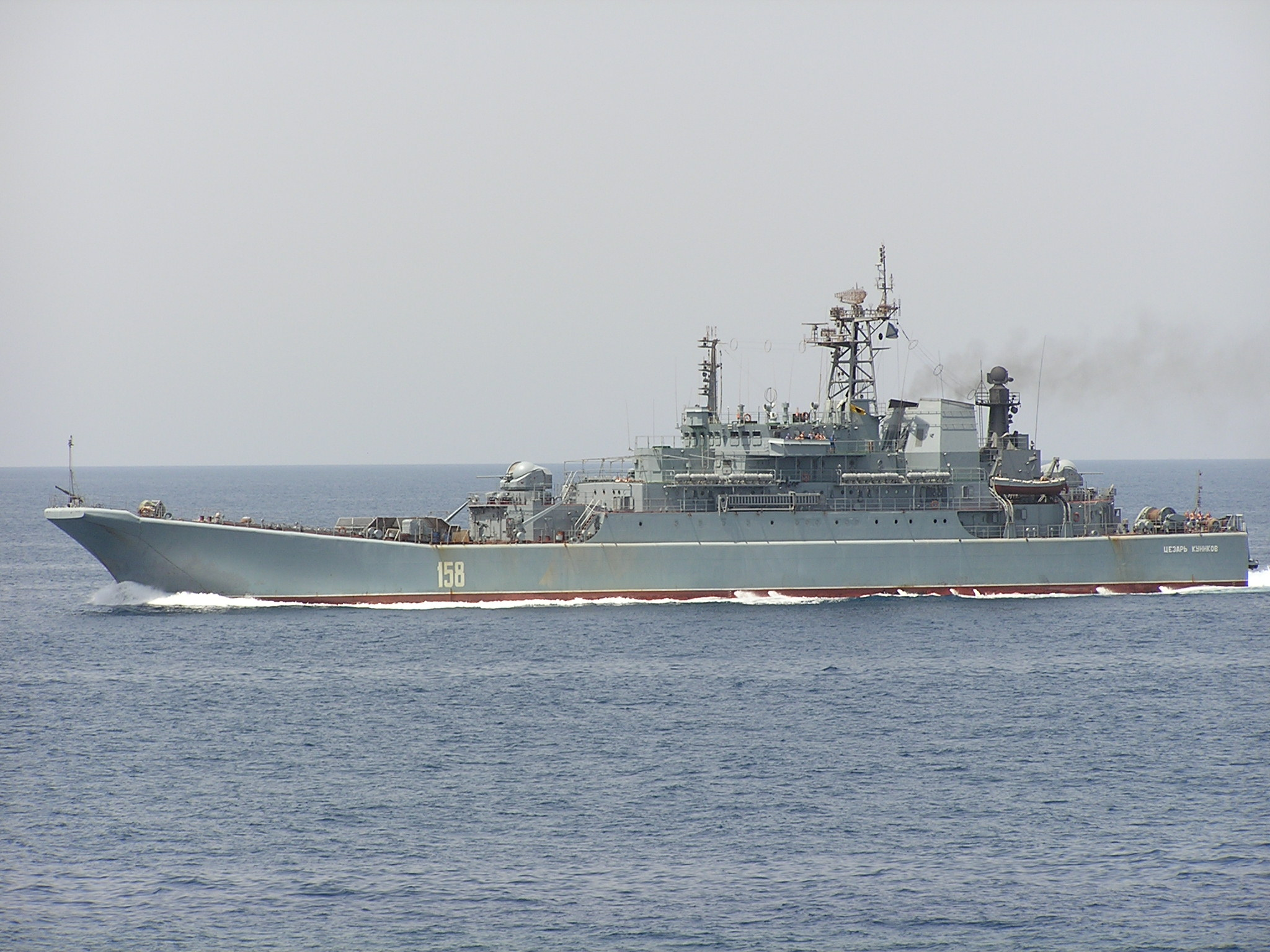
Большой десантный корабль «Цезарь Куников»
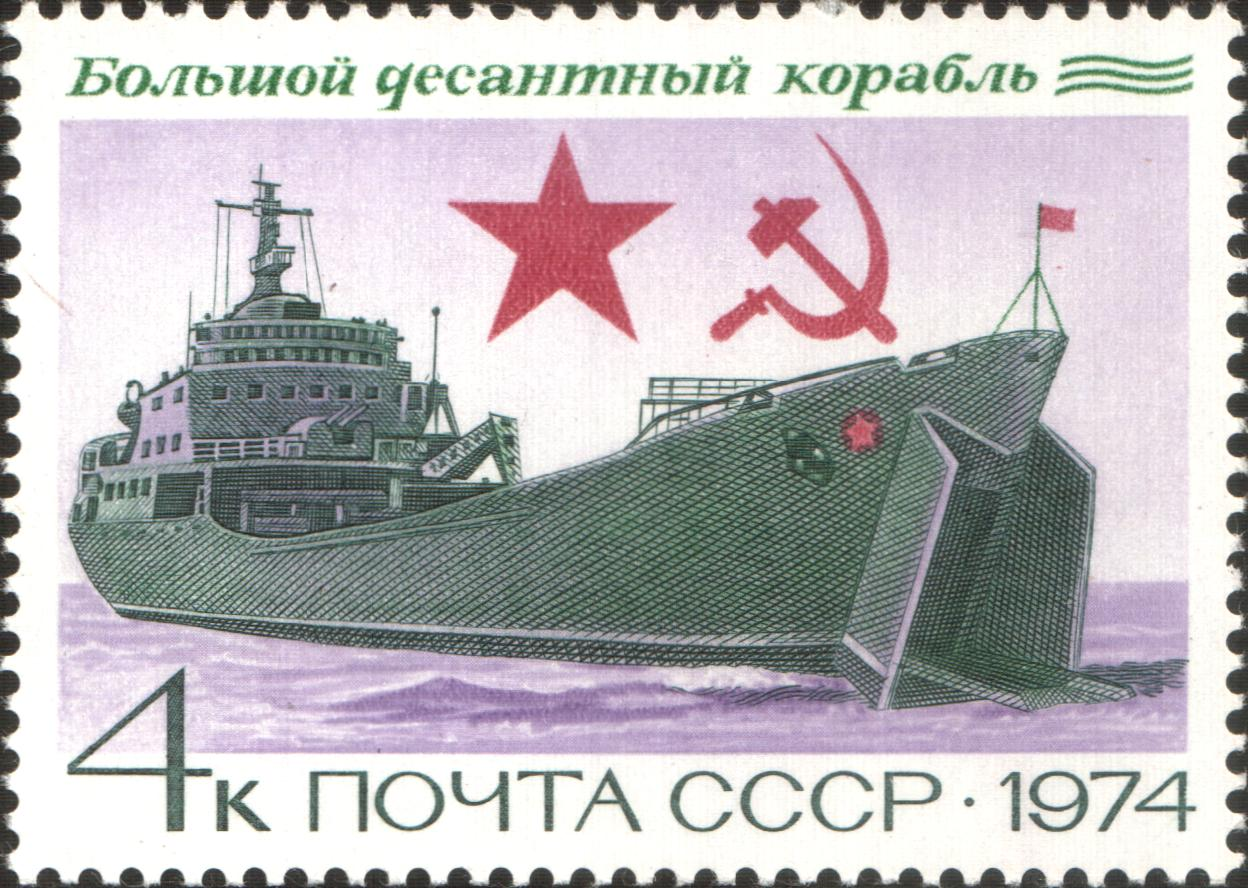
Почтовая марка СССР (1974)

## Россия
- Большие десантные корабли проекта 11711- построено 2, в строю 2